# Израильский завтрак
Израильский завтрак — разновидность завтрака, который зародился в израильских кибуцах, и стал подаваться в большинстве отелей и ресторанах Израиля. Обычно он подается в виде «шведского стола» и состоит из фруктов, овощей, салатов, хлеба, выпечки, молочных продуктов, яиц и рыбы. Мясо никогда не включается.

## История
С первых дней существования государства Израиль жители кибуца питались в общей столовой. Жители обычно перекусывали рано утром, а затем несколько часов работали в поле. Затем они возвращались в столовую, чтобы поесть за сытным утренним шведским столом, похожим на поздний завтрак. К 1950-м годам израильские отели продвигали «израильский завтрак» в стиле, похожем на еду в кибуце. В 1979 году члены Иерусалимской гостиничной ассоциации и Израильской ассоциации владельцев отелей решили постепенно исключить полный израильский завтрак из основной стоимости гостиничного номера, заменив его более скромным континентальным завтраком, чтобы снизить расходы. Попытка не увенчалась успехом, и традиция обильного завтрака в стиле «шведского стола» продолжилась.

## Описание и типичные блюда
В отелях Израиля израильский завтрак обычно представляет собой шведский стол с самообслуживанием. В небольших ресторанах более упрощенное меню может быть представлено посредством обслуживания столиков.
В израильский завтрак никогда не входят такие виды мяса, как ветчина и бекон, которые распространены в меню завтраков во многих других странах. В соответствии с еврейскими законами кашрута мясные и молочные ингредиенты никогда не подаются вместе в еде, а продукты из свинины запрещены. Израильский завтрак представляет собой молочную еду и различные сыры. Рыба считается парве, поэтому её разрешено сочетать с молочными блюдами, часто подают сельдь. Также распространены другие блюда из копченой или маринованной рыбы, включая шпроты, сардины и лосось.
Распространены блюда из яиц: их можно приготовить заранее или приготовить на заказ. Магрибское блюдо шакшука, привезенное в Израиль тунисскими евреями, является популярным вариантом и включает яйца-пашот в томатном соусе.
Другие блюда Ближнего Востока это израильский салат, хумус, тахини, халлуми, фул медамес, баба гануш и процеженный йогурт, известный как лабане. Распространены свежие овощи, такие как помидоры, огурцы, зелёный перец, редис, лук и тертая морковь, а также оливки. Доступны разнообразные салаты. Кофе, чай, соки, свежие фрукты, хлеб и выпечка дополняют меню.

## Галерея
- Завтрак в Хайфе
- Израильский завтрак
- Израильский завтрак с яйцами, израильским салатом, хлебом и аккомпанементами